# Irvine Robertson
Irvine Geale Robertson (* 10. Juli 1882 in Toronto; † 26. Februar 1956 in Ottawa) war ein kanadischer Ruderer.

## Karriere
Robertson war bereits in seiner Schulzeit sportlich vielseitig aktiv. Er ruderte, schwamm und spielte sowohl Fußball als auch Hockey. 1899 rettete er gemeinsam mit seinem Cousin mehrere Menschen aus einem umgestürzten Boot vor dem Ertrinken und erhielt dafür die Lifesaving Medal der Royal Humane Society.
Bei den Olympischen Spielen 1908 in London trat Robertson mit dem Achter des Argonaut Rowing Club an und gewann die Bronzemedaille. Neben seinen sportlichen Aktivitäten arbeitete er für die Bank of Montreal.
Im November 1914, nach Ausbruch des Ersten Weltkriegs, trat er dem Royal Regiment of Canadian Artillery bei, wo er den Rang eines Captains erreichte und zum War Records Officer ernannt wurde. Zusätzlich war er während des Krieges für das britische Informationsministerium tätig.
Nach Kriegsende arbeitete Robertson als Versicherungsvertreter für das Unternehmen Greene and Robertson. Später heiratete er Ethel Perley, die Tochter des Politikers George Halsey Perley.